# Кокжазицький сільський округ
Кокжази́цький сільський округ (каз. Көкжазық ауылдық округі, рос. Кокжазыкский сельский округ) — адміністративна одиниця у складі Єскельдинського району Жетисуської області Казахстану. Адміністративний центр — село Кокжазик.
Населення — 1952 особи (2021; 1973 у 2009, 2135 у 1999, 2521 у 1989).
Станом на 1989 рік існувала Троїцька сільська рада (села Малогоровка, Тенлік, Троїцьке).

## Склад
До складу округу входять такі населені пункти:
| Населений пункт | Населення, осіб (1989) | Населення, осіб (1999) | Населення, осіб (2009) | Населення, осіб (2021) |
| --------------- | ---------------------- | ---------------------- | ---------------------- | ---------------------- |
| Боктерлі, село  | 291                    | 241                    | 202                    | 206                    |
| Кокжазик, село  | 1904                   | 1668                   | 1585                   | 1542                   |
| Тенлік, село    | 326                    | 226                    | 186                    | 204                    |